# Nagyrassz

A biológiai értelemben véve egységes emberi faj (Homo sapiens) elterjedése a Földön. A hosszú folyamat során az eltérő környezeti ökológiai hatások miatt az egységes fajon belül megjelentek a nagyobb csoportok

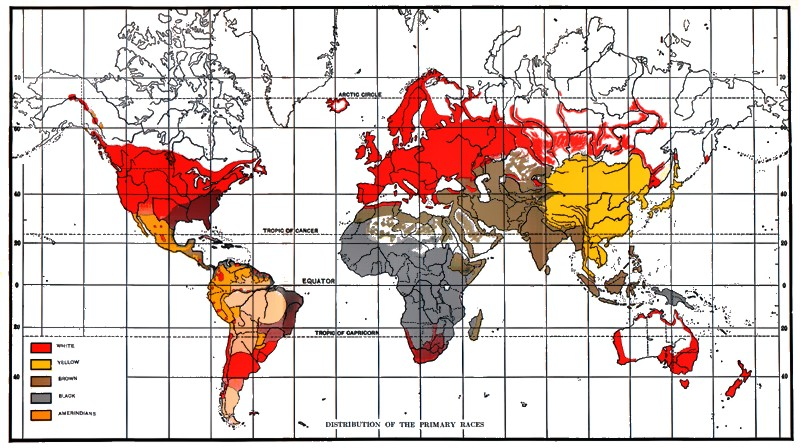
Nagyrasszok egy 1920-as világtérképen

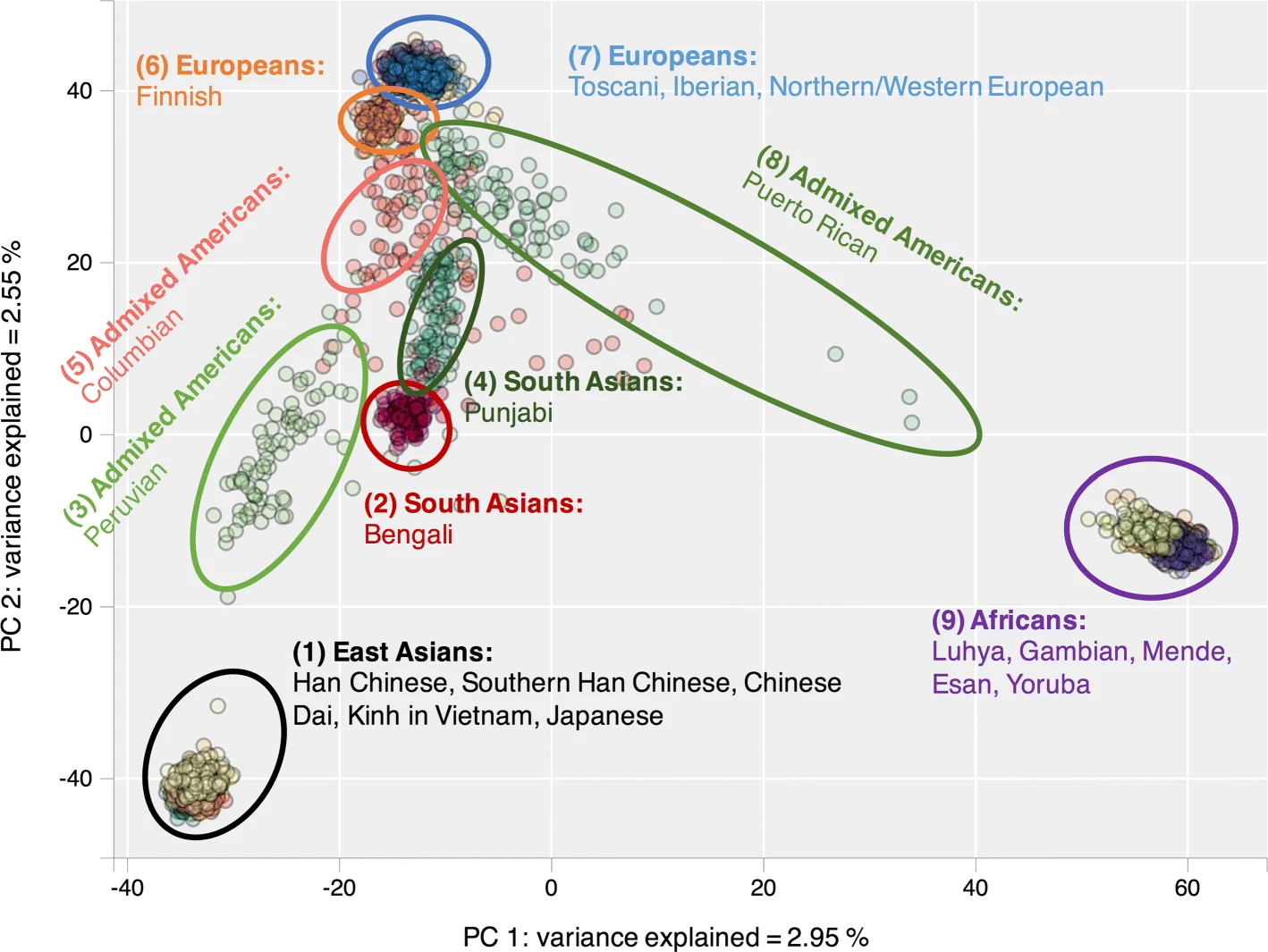
Genetikai távolságok különböző embercsoportok között

A nagyrassz a biológiai értelemben véve egységes emberi faj (Homo sapiens) egyetlen és egységes alfaja (H. s. sapiens) populációinak osztályozása örökletes, többnyire földrajzi meghatározottságú csoportokra. Elsősorban biológiai, illetve antropológiai fogalom.  Ezen csoportok jellemzői összefüggéseket mutatnak a külső megjelenéssel, etnikai csoportokhoz tartozással és/vagy egy adott társadalomban a csoport szocio-gazdasági helyzetével kapcsolatban.  Korábban a rasszal rokonértelemben – illetve etnicitás és nemzeti hovatartozás értelemben is – használt faj szó használata történelmi és politikai okokból sem ajánlott, de biológiailag sem érvényes fogalom. Genetikai szempontból a nagyrasszok közötti és az azokon belüli különbség nagyon csekély: a legnagyobb különbség 0,176%, ez alig 11%-a az ember és a csimpánz genetikai állománya közötti 1,6%-os relatív különbségnek.

## A nagyrassz rendszertani helye
A nagyrassz taxonómiai szempontból az alfaj kategóriának (rangnak) felelne meg, ugyanakkor az emberi faj (Homo sapiens) mai összes képviselője hivatalosan a Homo sapiens sapiens alfaj tagja. A alfajon belüli földrajzilag is elkülönülő, külsőleg jelentősen különböző csoportokat rendszertanilag állatok esetén már nem különböztetünk meg (korábban létezett még pl. a változat).

## A nagyrasszok
Az emberiség nagyrasszokba sorolásának különféle rendszerei léteznek. 
Az európai rendszer szerint négy nagyrassz létezik:
1. europid
2. mongoloid
3. negrid
4. veddo-ausztralid

Az amerikai rendszer kilenc nagyrasszt különböztet meg:
1. kaukazoid – az európai rendszerben europid
2. indoid – az európai rendszerben europid
3. mongoloid
4. amerindoid – az európai rendszerben mongoloid
5. polinezoid – az európai rendszerben mongoloid
6. melanezoid – az európai rendszerben ausztraloid[6]
7. mikronezoid – az európai rendszerben mongoloid
8. negroid
9. ausztraloid

Egy másik rendszer a negroid nagyrasszt bontja kettőre:
1. europid (caucasoid) – fő elterjedési területek: Európa, Észak-Afrika, valamint Észak- és Dél-Amerika, Ausztrália
2. mongoloid – Ázsia
3. negroid (congoid) – fő elterjedési területek: Afrika Száhel-övezettől délre eső részei, valamint nem őshonosak de jelentős számúak Észak-Amerikában, Karib-térségben, Brazíliában
4. khoisanoid (capoid) – Dél-Afrika
5. veddo-ausztraloid – Ausztrália

## A rasszok
A nagyrasszokat, szintén különböző rendszerek szerint különböző módon, további alcsoportokra, a taxonómiai változatnak (varietas) megfelelő rasszokra szokták osztani antropológiai szempontok alapján. A fajta (microsubspecies) nem pontos kifejezés, mert azt háziasított állatok és növények fajain belül mesterséges válogatással, azaz tenyésztéssel hozza létre az ember.